# Тулуб, Александр Владимирович
Александр Владимирович Тулуб (род. 1930) — российский учёный, доктор физико-математических наук, профессор ЛГУ.

## Биография
Родился 6 мая 1930 года в Киеве в семье представителей интеллигенции: отец — архитектор Владимир Павлович Тулуб (26.05 (08.06).1903, Таганрог — 01.10.1980, Ленинград), мать — балетмейстер Ю. В. Тулуб-Кадмина (1910—1964).
После переезда родителей в Красноярск в 1937 году воспитывался в семье химика В. Д. Поспехова.
В 1953 году окончил физический факультет Ленинградского государственного университета и был оставлен на кафедре теоретической физики в должности ассистента на кафедре теоретической физики, возглавляемой В. А. Фоком. С 1959 года начал читать лекции на химическом факультете, одновременно работая в течение ряда лет в должности старшего научного сотрудника в Государственном оптическом институте имени С. Н. Вавилова (заведующий теоретическим отделом профессор А. Г. Власов), где выполнил ряд ответственных работ; был удостоен звания «Изобретатель СССР». 
В 1960 году находился в 10-месячной научной командировке в ФРГ в университетах Франкфурта-на-Майне, Гамбурга, Мюнхена. После возвращения защитил кандидатскую диссертацию «Исследования по теории линейной и нелинейной поляризуемости» и с 1961 года был доцентом кафедры теории ядра и элементарных частиц, которую создал и заведовал в то время профессор Ю. В. Новожилов.
В 1964/1965 учебном году читал курс лекций по методам теории поля в теории многоэлектронных систем в Потсдамском высшем педагогическом институте; с 1966 года — приглашённый профессор Делийского университета (цикл лекций по теории лазеров); с 1968 года — приглашённый профессор Асьютского и Каирского университетов.
Стал одним из организаторов первой в СССР кафедры квантовой химии на химическом факультете Ленинградского университета, с 1968 года стал её заведующим — до конца декабря 1995 года; с 1996 года — профессор.
В 1975 году защитил докторскую диссертацию: «Исследования по теории линейной и нелинейной поляризуемости» (Ленинград, 1974. — 297 с.).
Автор более 130 статей по различным разделам теоретической физики и химии, двух монографий. Под его руководством защищены 23 кандидатские диссертации, в том числе две — в Египте. Был членом редколлегии журнала «Физика молекул».
Заслуженный работник высшей школы Российской Федерации (1999). Награждён орденом Дружбы (2011). С 1992 года является членом РАЕН.